# Bátori László (szabolcsi ispán)
Bátori László szabolcsi ispán.

## Élete
Báthori János bihari főispán fiaként született.
1351-ben Szabolcs vármegye ispánja volt. Neje a Pok nemzetségből származó Medgyesaljay Móricz leánya Anna volt, aki leánynegyede fejében Simon nevű testvérétől kapta a Kraszna vármegyében fekvő Somlyó helységet (ma Szilágysomlyó). Gyermekei felvették a somlyói előnevet, így I. László lett a Báthori-család somlyói ágának alapítója.

## Családja
Felesége Medgyesaljai Anna volt. Gyermekei: 
- Szaniszló, a család szaniszlófi ágának névadó őse
- György